# Теоретична вибірка
Теоретична вибірка (англ. theoretical sampling), або теоретичний відбір — процес збору даних для теорії, за допомогою якого аналітик одночасно збирає, кодує, аналізує свої дані і вирішує, які дані збирати далі і де їх шукати, щоб розвивати свою теорію в міру її виникнення. Сам процес збирання даних і вибору інтерв'юєрів при теоретичному відборі регулюється не прагненням до досягнення  репрезентативності, а виникаючою теорією, як суттєвою і незалежною, так і формальною.
Поняття теоретичної вибірки прийшло в методологію з праць американських соціологів  Ансельма Страусса і Барні Глейзера, які створили метод Grounded theory, або обґрунтовану теорію. Пізніше воно доповнювалося і переглядалося з виходами нових версій методології grounded theory, розроблених А. Страуссом і Дж. Корбін, А. Брайант и К. Чармаз, А. Кларк.

## Загальна інформація
Ідея теоретичної вибірки є альтернативою  ймовірнісної вибірки, що вимагає заздалегідь запропонованого плану збирання даних. На думку теоретиків, прагнення до дотримання такого плану в деяких випадках може перешкодити формуванню достовірної та надійної теорії, так як не враховує появи нових даних, здатних змінити спрямованість дослідження. На відміну від ймовірнісної, теоретична вибірка:
1. Регулюється релевантністю (теоретичною доречністю і значимістю) понять, прагненням заповнити даними виділені категорії, а не репрезентативністю.
2. При відборі розглядає не тільки людину як представника  генеральної сукупності, але увесь випадок, що включає в себе взаємодії і слідства в умовах обраної ситуації.
3. Заздалегідь продумується тільки перший збір даних, подальші ж формуються і контролюються виникаючою теорією, яка спрямовує дослідника у виборі певних інтерв'юєрів і джерел інформації. Після аналізу перших випадків дослідник висуває гіпотези і, завдяки продовженню аналізу вже більш осмислено обраних випадків, поступово налагоджувати між ними зв'язок.[5].

Таким чином, теоретичний відбір вдає із себе безперервний процес збору, аналізу і порівняння даних між собою. Можливість усвідомлено залучати і відкидати аналізовані дані дозволяє досліднику максимально повно розкривати і розробляти його теорію за мінімальний час.